# Kalapuya septentrional
El kalapuya septentrional és una llengua kalapuya originària del nord-oest d'Oregon als Estats Units. És parlada pels grups kalapuyes al nord de la vall de Willamette al sud-oest de l'actual Portland.
S'han identificat dos dialectes diferents de la llengua. El dialecte tualatin (Tfalati, Atfalati) era parlat al llarg del riu Tualatin. El dialecte yamhill (yamell) era parlat al llarg del riu Yamhill. La llengua és força relacionada amb el kalapuya central, parlada per grups relacionals al centre i sud de la vall de Willamette.
El kalapuya septentrional actualment està extingit.